# L'Enfer des Philippines
Pour plus de détails, voir Fiche technique et Distribution.
L'Enfer des Philippines (Un posto all'inferno) est un film de guerre italien sorti en 1969, réalisé par Giuseppe Vari.

## Synopsis
Après la défaite des États-Unis dans les Philippines, le major des Marines, Mac Graves, s'échappe tout juste avec une prostituée et un soldat sur un petit bateau. Ils se réfugient sur une île où les Américains avaient implanté un radar expérimental. Après avoir retrouvé quelques survivants de l'attaque japonaise, ils reçoivent l'ordre de détruire le radar expérimental, tombé aux mains des japonais. Ils essaient ensuite de s'enfuir de l'île.

## Fiche technique
- Titre français : L'Enfer des Philippines ou L'Attaque des Philippines[1]
- Titre original italien : Un posto all'inferno
- Genre : Film de guerre
- Réalisateur : Giuseppe Vari
- Scénario : Adriano Bolzoni
- Production : Francesco Giorgi, Antonio Lucatelli, pour Tigelle 13
- Photographie : Stelvio Massi
- Montage : Giuseppe Vari
- Effets spéciaux : Paolo Ricci
- Musique : Roberto Pregadio
- Costumes : Giulia Mafai
- Année de sortie : 1969
- Durée : 107 minutes
- Format d'image : 2.35:1
- Pays de production :  Italie
- Distribution en Italie : Compass Film
- Date de sortie en salle en France : 21 janvier 1970[1]

## Distribution
- Guy Madison : Mac Graves
- Maurice Poli (sous le pseudo de Monty Greenwood) : Mario Patrello
- Hélène Chanel : Betsy
- Sandro Pizzochero (sous le pseudo de Sandro Korso) : Arthur Rodney
- Claudio Biava : Mark Cline
- Fabio Testi : Charlie Ross
- Maurizio Tocchi : Robert Stanton
- Gino Turini (sous le pseudo de John Brown) : Randall Trevor